# Citation d'auteurs en bactériologie
Dans la nomenclature bactérienne, la citation d'auteurs se réfère au(x) nom(s) de personne(s) qui se place(nt) après le nom scientifique. 
La description d'un taxon bactérien est accompagnée des différentes informations obligatoires selon le code de nomenclature des procaryotes mais aussi du nom des auteurs effectuant cette description et l'année de la description pour permettre l'identification directe ou indirecte de ces informations. Elle est composée du nom de l'auteur (ou des auteurs) ayant publié le premier le nom (soit la description originale, soit la recombinaison). Cette citation est, en général, systématiquement indiquée dans les textes taxonomiques, mais elle est souvent omise dans les textes de vulgarisation. 
Dans la nomenclature bactérienne, le nom d'auteur n'est pas abrégé (contrairement à l'usage en botanique), et l'année de publication n'est pas séparée du nom d'auteur par une virgule. Par exemple :
- Bacillus polymixa (Prazmowski 1880) Macé 1889

ou également
- Bacillus polymixa (Prazmowski) Macé 1889

Dans ce cas, Macé est l'auteur de la combinaison, et Prazmoski l'auteur du basionyme.

## Citation de plusieurs auteurs
Dans le cas ou plusieurs auteurs sont attribués au nom d'un nouveau taxon, alors deux cas se dégagent. S'il n'y a que deux auteurs, alors les deux auteurs sont nommés. Dans le cas de plus de deux auteurs, alors le premier auteur est nommé et suivi de la mention et al..

## Le mot «ex»
Dans une citation d'auteurs du nom d'une bactérie le mot « ex » peut être utilisé. L'usage est différent de l'usage en botanique. Dans la nomenclature valide en 1990, le nom de l'auteur original précède le nom de l'ancien auteur (portant la mention ex avant le nom de l'ancien auteur). Dans le nom :
- Bacillus palustris (ex Sickles and Shaw 1934) Brown 1982

le "(ex Sickles and Shaw 1934)" ne signifie pas une combinaison, mais indique que ce nom était publié par Sickles and Shaw et que la publication n'est pas accepté dans l'« Approved List » de 1980. Le nom est confirmé par Brown, et il est devenu l'auteur de ce nom. Ce nom peut également être cité comme:
- Bacillus palustris Brown 1982